# باب کیشان
باب کیشان (انگلیسی: Bob Keeshan؛ ۲۷ ژوئن ۱۹۲۷ – ۲۳ ژانویهٔ ۲۰۰۴) تهیه‌کننده تلویزیونی و بازیگر ایرلندی‌الاصل اهل ایالات متحده آمریکا بود.
وی همچنین برندهٔ جوایزی همچون جایزه پیبادی و جایزه امی شده است.